# Wolny wybór
Wolny wybór – książka jak i dziesięcioodcinkowy serial telewizyjny, w których noblista z ekonomii Milton Friedman wraz z żoną Rose D. Friedman orędują za zasadami wolnego rynku.
W przeciwieństwie do standardowej praktyki na początku powstał serial telewizyjny, a dopiero potem została wydana książka.

## Tematyka
Friedman jest przedstawicielem tzw. szkoły chicagowskiej, a w swoich poglądach nawiązuje do Adama Smitha. Zgodnie z klasycznymi liberałami twierdzi, że rola rządu powinna być ograniczona. Najważniejszym zadaniem rządu jest zapewnienie obywatelom bezpieczeństwa i ochrony. Dlatego państwo powinno kontrolować wojsko, policję, wymiar sprawiedliwości oraz system penitencjarny. Opiekę państwo powinno także zapewnić wszystkim, którzy nie są w pełni odpowiedzialni za siebie, np. dzieciom, osobom chorym psychicznie itp. W jego gestii powinna być także organizacja tych instytucji publicznych, które nie powstają z różnych powodów na drodze swobodnych kooperacji społecznych. W tym wypadku jednak przedsięwzięcia takie należy sprawdzać pod kątem ich opłacalności.  
W innych, niewymienionych sferach życia społecznego, szczególnie w gospodarce, Friedman pozostawia swobodę działaniu tzw. "niewidzialnej ręki". Dobrobyt oraz rozwój ekonomiczny jest efektem swobodnej wymiany dóbr oraz usług między ludźmi. Gdy pozostawi się im zasadę dobrowolności, wtedy wymiana ta zachodzi wtedy, gdy obie strony uznają jej korzyści. Wymianę umożliwia system cen. Członkowie społeczności zabiegający o własne korzyści stosują się do tej zasady, dzięki czemu zyskuje całe społeczeństwo.  
Friedman twierdzi, że mechanizm wymiany działa sprawnie, jeśli jego funkcjonowania nie zakłócają rządowe lub inne interwencje. Państwo ingerując w ten system poprzez np. cła, systemy preferencyjne, manipulację obiegu pieniądza, itp., tworzy niepotrzebne problemy ekonomiczne. Najczęstszym takim problemem jest inflacja.  
Friedman powołując się na przykłady USA argumentuje, że kontrolowane przez rząd instytucje, takie jak szkoły, pomoc społeczna czy służba zdrowia nie funkcjonują efektywnie.  

## Rozdziały książki
- Przedmowa
- Wstęp

1. Rozdział 1: Potęga rynku
2. Rozdział 2: Pod tyranią rządowej kontroli
3. Rozdział 3: Anatomia kryzysu
4. Rozdział 4: Od kołyski do grobu
5. Rozdział 5: Stworzeni równymi
6. Rozdział 6: Co złego dzieje się z naszymi szkołami?
7. Rozdział 7: Kto chroni konsumenta?
8. Rozdział 8: Kto ochrania pracowników?
9. Rozdział 9: Lekarstwo na inflację
10. Rozdział 10: Odwraca się fala

## Odcinki
1. The Power of the Market
2. The Tyranny of Control
3. The Failure of Socialism
4. What's Wrong With Our Schools
5. Created Equal